# Keent (Weert)

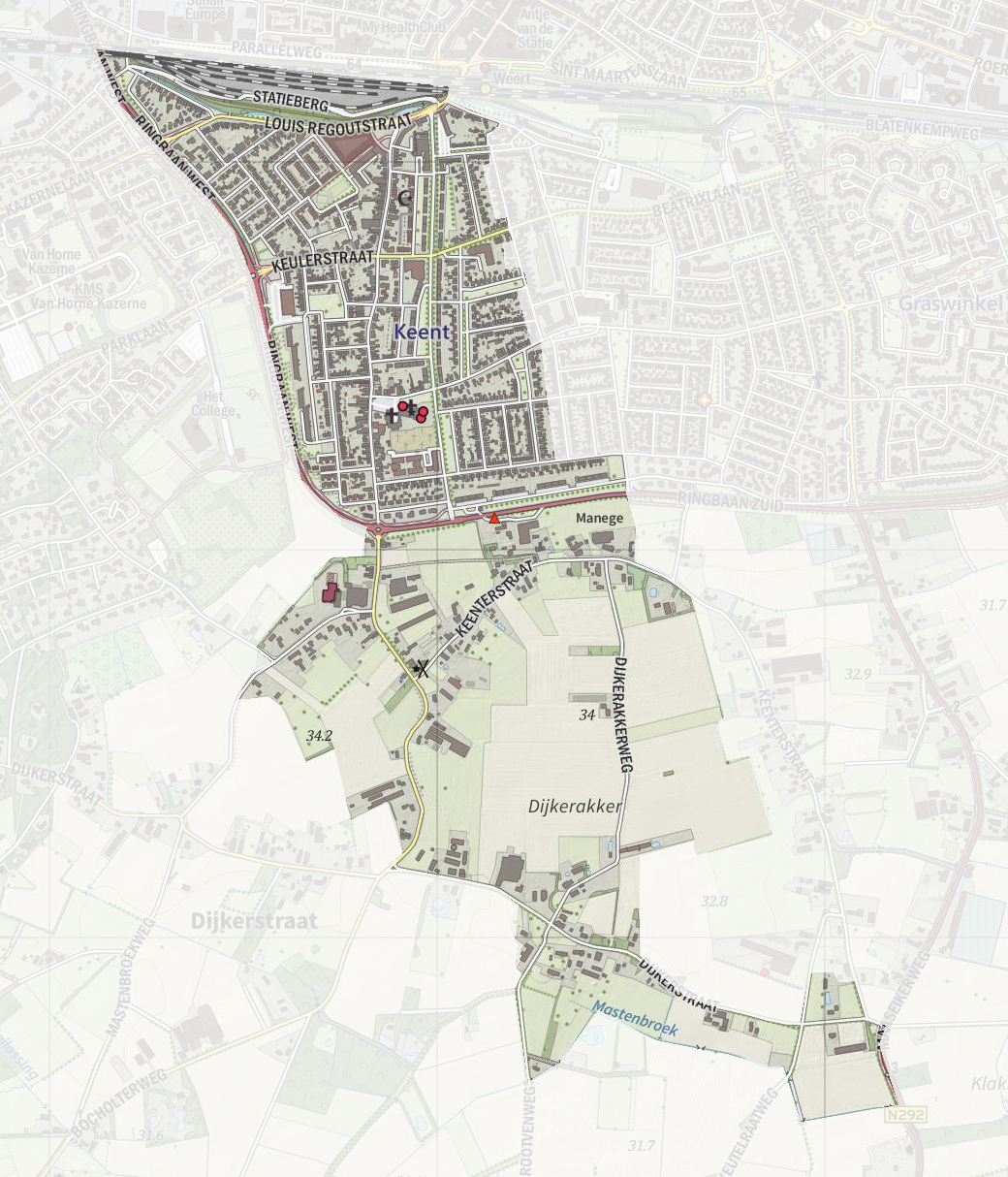
Kaart van Keent (2022)

Keent (Limburgs: Kieëntj) is een wijk in het zuidoosten van Weert.
De wijk werd in de jaren 50 van de 20e eeuw gebouwd om het huizentekort in Weert op te heffen en was de eerste Weerter uitbreiding ten zuiden van de spoorlijn Budel - Roermond. Veel typische woningbouw uit die tijd zoals de portiekflats aan de Sint Josefslaan bestaat nog.
De St. Josefslaan is de hoofdstraat die van noord naar zuid door de wijk loopt. Parallel hieraan gelegen is Kerkstraat, een tweede karakteristieke maar oudere straat die haar landelijke karakter van vóór de stadsuitbreidingen behouden heeft.
Keent grenst in het noorden aan de spoorlijn, wordt in het westen en zuiden omsloten door de Ringbanen West en –Zuid, en loopt in het oosten naadloos over in de wijk Moesel. De grens tussen de twee wijken is vrij onduidelijk. Keent en Moesel worden dan ook vaker als één wijk of stadsdeel aangeduid, Weert-Zuid, wat zich ook kenmerkt in bijvoorbeeld een gezamenlijke carnavalsvereniging en harmonie. De wijken Graswinkel, Rond de Kazerne worden ook vaak bij Weert-Zuid betrokken.
Bij Keent lag vroeger de Keenterschans.
Stad: Weert

Kerkdorpen: Altweerterheide · Laar · Stramproy · Swartbroek · Tungelroy 

Buurtschappen: Altweert · Bosven · Breyvin · Castert · Crixhoek · De Berg · De Boberden · De Horst · Dijkerstraat · Hei · Houtbroek · Hushoven · Oud-Boshoven · Rietbroek · Vlootkant · Wisbroek

Woonwijken: Boshoven (Vrakker · Oda · Oud-Boshoven) · Laarveld · Molenakker · Kampershoek · Fatima · Weert-Centrum · Biest · Groenewoud · Leuken (Vrouwenhof · Leuken-Noord) · Keent (Parkhof) · Moesel · Graswinkel · Rond de Kazerne (Altweert · Boshoverbeek) 

Limburg: Steden en dorpen      Nederland: Provincies · Gemeenten